# Кемп, Джек
Джек Френч Кемп (англ. Jack French Kemp, 13 июля 1935, Лос-Анджелес, Калифорния, США — 2 мая 2009, Бетесда, Мэриленд, США) — американский политик и профессиональный игрок в американский футбол.

## Биография
На протяжении 13 лет, с 1957 по 1970 год, Кемп был профессиональным квотербеком в Национальной футбольной лиге, а также в Канадской и Американской футбольных лигах. C 1971 по 1989 год он был членом Палаты представителей от штата Нью-Йорк. В 1988 году Кемп выставил свою кандидатуру на президентские выборы, но проиграл в республиканских праймериз Джорджу Бушу-старшему. Однако в администрации Буша в 1989 году Кемп был назначен министром жилищного строительства и городского развития и пребывал на этой должности до 1993 года. В 1996 году он выставил свою кандидатуру на пост вице-президента США, став напарником баллотировавшегося в президенты Боба Доула. Но победу тогда одержали действующие руководители-демократы Билл Клинтон и Альберт Гор. Скончался Кемп 2 мая 2009 года от рака на 74-м году жизни.